# Cascàdia

Mapa de Cascàdia, on s'indica tant el possible estat com la bioregió.

Cascàdia és una bioregió i possible estat proposat que es troba dins de la regió occidental d'Amèrica del Nord. Els límits potencials divergeixen lleugerament de les línies polítiques estatals i provincials existents, i altres dibuixen unes fronteres de caràcter més ecològic, cultural i econòmic.
El país podria consistir en els estats de Washington, Oregon, porcions d'altres estats i de la Colúmbia Britànica, Canadà. En la seva màxima extensió, Cascàdia s'estendria des de la costa sud-est d'Alaska al nord, estenent-se al nord de Califòrnia al sud, i a l'interior inclou parts d'Idaho, Montana occidental, Wyoming i Yukon. Les fronteres proposades més conservadores són el país occidental de la part oriental de la Serralada de les Cascades, i el costat occidental de la Colúmbia Britànica.
Tal com es mesura només per la combinació de les estadístiques actuals de Washington, Oregon i Colímbia Britànica, Cascadia seria la llar de poc més de 15 milions de persones (15.105.870), i la seva economia generaria més de 675 miliards d'US $ en béns i serveis anualment. Aquest nombre augmentaria si s'inclouen pel porcions del nord de Califòrnia, Idaho i Alaska meridional. Aleshores Cascadia seria el 20è país de grans dimensions més gran al món, amb una superfície d'1.384.588 km², situada darrere de Mongòlia. La seva població seria similar en nombre a les de l'Equador, Guatemala, o Zàmbia.

## Descripció del moviment
Hi ha diverses raons per les quals el moviment Cascàdia té com a objectiu fomentar les connexions i un sentit de lloc dins de la regió nord-oest del Pacífic i s'esforcen cap a la independència. Les principals raons exposades pel moviment inclouen l'ecologisme, bioregionalisme, la privacitat, les llibertats civils i la llibertat, augment de la integració regional i les xarxes i economies locals.
El dissenyador de la bandera de Doug, Alexander Baretich, reclama que Cascàdia no significa necessàriament la secessió, sinó més aviat una qüestió de supervivència del pic petrolier, escalfament global, i altres problemes pendents ambientals i socioeconòmics.

## Passat colonial

### Seglexix

#### País d'Oregon i Districte de Colúmbia

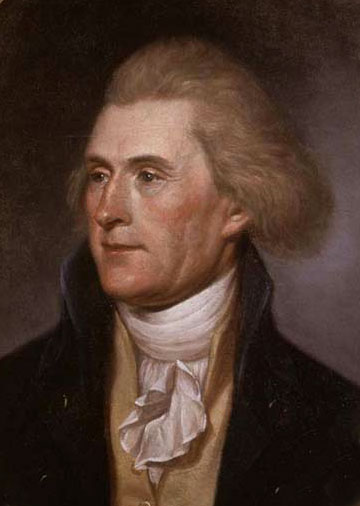
Thomas Jefferson va dir que veia Fort Astoria "com el germen d'un imperi gran, lliure i independent a aquella part del continent".

El País d'Oregon i el districte de Colúmbia són precursors de Cascàdia.
Una carta de 1813 de Thomas Jefferson a John Jacob Astor felicitant-lo l'establiment de Fort Astoria (la pelleteria costanera de la Pacífic Fur Company) descriu Fort Astoria com "el germen d'un imperi gran, lliure, i independent en aquell costat del nostre continent, i que la llibertat i l'autogovern que hi difon, assegurarà el seu establiment complet sobre el conjunt." Després passa a criticar els britànics, que també establien xarxes de comerç de pells a la regió: "Seria una cosa trista, de segur, que els anglesos fossin capaços de trencar l'establiment. La seva intolerància a la llibertat bastarda del seu propi país. i l'hostilitat habitual a tots els graus de llibertat en qualsevol altra, induiran l'intent." El mateix any de la carta de Jefferson Fort Astoria fou venut a la Companyia del Nord-oest britànica, amb base a Montreal.
John Quincy Adams compartia el punt de vista de Jefferson sobre Fort Astoria, i va qualificar el Nord-oest sencer com a "l'imperi d'Astoria", tot i que també va veure tot el continent com a "destinat per la Divina Providència a ser poblada per una sola nació." Al final de la dècada del 1820 James Monroe i Thomas Hart Benton pensaren que la regió a l'Oest de les Rocoses podria ser una nació independent.
A partir de la dècada de 1840 alguns elements entre població de colons de la regió buscaren el seu propi país, malgrat el seu escàs nombre. El pioner d'Oregon John McLoughlin, fou nomenat comissionat en cxap (administrador regional) per la Companyia de la Badia de Hudson per al Districte de Colúmbia, administrat des de Fort Vancouver. McLoughlin era una força important en la història primerenca del país d'Oregon, i defensà la seva independència. En 1842 McLoughlin (a través del seu advocat) va defensar una nació independent que seria lliure dels Estats Units durant els debats al Oregon Lyceum. Aquest punt de vista va guanyar el suport en un primer moment i es va adoptar una resolució. Quan els primers colons de la Vall de Willamette van dur a terme una sèrie de reunions polítiques fonamentals en 1843, anomenat les "Wolf Meetings", una majoria va votar a favor d'establir una república independent. L'acció d'esperar la formació d'un estat independent fou posposada per George Abernethy de la Missió Metodista.
En maig de 1843 els colons al País d'Oregon crearen el seu primer govern provisional a l'estil de l'oest. Alguns mesos més tard es redactaren unes Lleis orgàniques d'Oregon per crear un cos legislatiu, un comitè executiu, un sistema judicial i un sistema de subscripcions per sufragar les despeses. Membres del partit ultra-americà insistiren que les línies finals de la Llei Orgànica serien "fins a l'hora d'examinar com els Estats Units estenguin la seva jurisdicció sobre nosaltres" per intentar posar fi al moviment d'independència territorial d'Oregon. George Abernethy, que fou escollit el seu primer i únic governador provisional, amb una facció oposada dirigida per Osborne Russell favorable a la independència. Russell proposà que el Territori d'Oregon no s'unís als Estats Units, sinó que esdevingués una República del Pacífic que s'estengués des de l'Oceà Pacífic fins a la divisòria continental.
Les reclamacions britàniques al nord de la riu Columbia van ser cedides als Estats Units pel polèmic Tractat d'Oregon de 1846. En 1860, hi havia tres estaments diferents per separar els individus influents en la creació d'una "República del Pacífic".

#### Guerra Civil
Quan els Estats del Sud dels EUA va separar per formar els Estats Confederats d'Amèrica, alguns colons del territori d'Oregon reaccionaren a la inestabilitat de la unió com una altra oportunitat d'assolir la independència.
El líder de les forces federals de Califòrnia al començament de la Guerra Civil alhora era partidari de la causa confederada, però aquest moviment van resultar més feble que la seva oposició. Pel seu paper en convèncer els californians de romandre en la Unió, Thomas Starr King va ser honrat com un dels dos "herois de Califòrnia" a la National Statuary Hall Collection del Capitoli dels EUA. fins al 2009, quan la seva estàtua fou substituïda per una de Ronald Reagan.
Mentre que els moviments independentistes no hi van aconseguir arrelar durant aquest temps, el nord-oest del Pacífic va continuar fomentant una manera radical i agressiva de regionalisme. Això és exemplificat per Adell M. Parker, president de l'Associació d'Alumni de la Universitat de Washington, en el seu discurs en la cerimònia del campus de Seattle:
| « | "Que l'Oest seguiria sense desmai les modes i ideals de l'Est seria tan falsa i fatal com que els Estats Units haurien d'obeir les normes europees. Deixeu l'Oest, audaç i sense prejudicis, descobrir els seus propis ideals i seguir-los. La norma americana en la literatura i la filosofia sempre ha estat fixada per l'Est remot. Quelcom salvatge i lliure, quelcom robust i complet sortirà de l'Oest i serà reconegut en el tipus americà final. Sota l'ombra d'aquestes grans muntanyes s'aixecarà una personalitat diferent, adoptarà altres modes, crearà nous ideals, i les generacions les justificaran" ("With Due Formality," 1894). | » |

### SegleXX

#### Estat de Jefferson

Bandera proposada de l'Estat de Jefferson.

Després de diversos intents de mitjans del segle xix de formar un Estat de Jefferson abans de convertir-se en Oregon i després una altra vegada en la dècada de 1930, els ciutadans van intentar el més conegut d'aquests moviments a la regió. Durant 1940 i 1941, els organitzadors van atreure l'atenció dels mitjans de comunicació armant-se i bloquejant la carretera 99 al sud d'Yreka (Califòrnia), on es recullen els peatges dels automobilistes i van repartir proclames d'independència. Quan un home de la Patrulla de Camins de Califòrnia va aparèixer en escena, se li va dir que "prengués el camí de tornada a Califòrnia." El moviment va ser creat per cridar l'atenció sobre l'àrea, proposant que el sud d'Oregon i el nord de Califòrnia se separessin dels seus respectius estats per formar un estat independent dins dels Estats Units. Una percepció de falta d'atenció i recursos dels seus governs estatals va conduir a l'aprovació d'un disseny de la bandera que porta un recipient d'or i dues X, una "doble creu." El moviment va acabar ràpidament després de l'atac japonès a Pearl Harbor el 7 desembre 1941.
La cobertura de l'Estat de Jefferson per Stanton Delaplane va guanyar el Premi Pulitzer d'Informació de 1942.
En 1956 grups de Cave Junction (Oregon) i Dunsmuir (Califòrnia) amenaçaren trencar el sud d'Oregon i el nord de Califòrnia dels seus respectius govern estatals per formar l'Estat de Jefferson.

#### Ecotopia
La novel·la utòpica ambiental d'Ernest Callenbach Ecotopia (1975) segueix un reporter estatunidenc, William Weston, en el seu recorregut a través d'una república secreta (l'antic Washington, Oregon i el nord de Califòrnia) 20 anys després de la seva secessió dels Estats Units. Al principi cautelós i incòmode, Weston mostra una societat que ha estat planificada centralment, reduïda, i readaptada per cabre dins dels límits de la sostenibilitat del medi ambient.

## Identitat regional
La idea de Cascàdia com a regió transfronterera econòmica ha estat defensada per una gran diversitat de líders cívics i prganitzacions. El concepte corredor de transport "Main Street Cascadia" el va formar l'antic alcalde de Seattle Paul Schell durant 1991 i 1992. Schell v defensar més tard els seus esforços transfronterers durant la convenció de l'Associació Americana de Planificació de 1999, dient "que Cascàdia representa millor que els estats, països i ciutats les realitats culturals i geogràfiques del corredor d'Eugene a Vancouver, BC" Schell també va formar el Consell d'Alcaldes de Cascàdia, que reuneix els alcaldes de les ciutats al llarg del corredor de Whistler (Colúmbia Britànica), a Medford (Oregon). El consell es va reunir per última vegada al maig de 2004. En la dècada del 1990 es van formar altres grups transfronterers, com el Consell Econòmic de Cascàdia i la Comissió del Corredor de Cascàdia. Aquests grups es van establir per centrar-se en els problemes de transport, i no han propugnat la secessió o la independència.

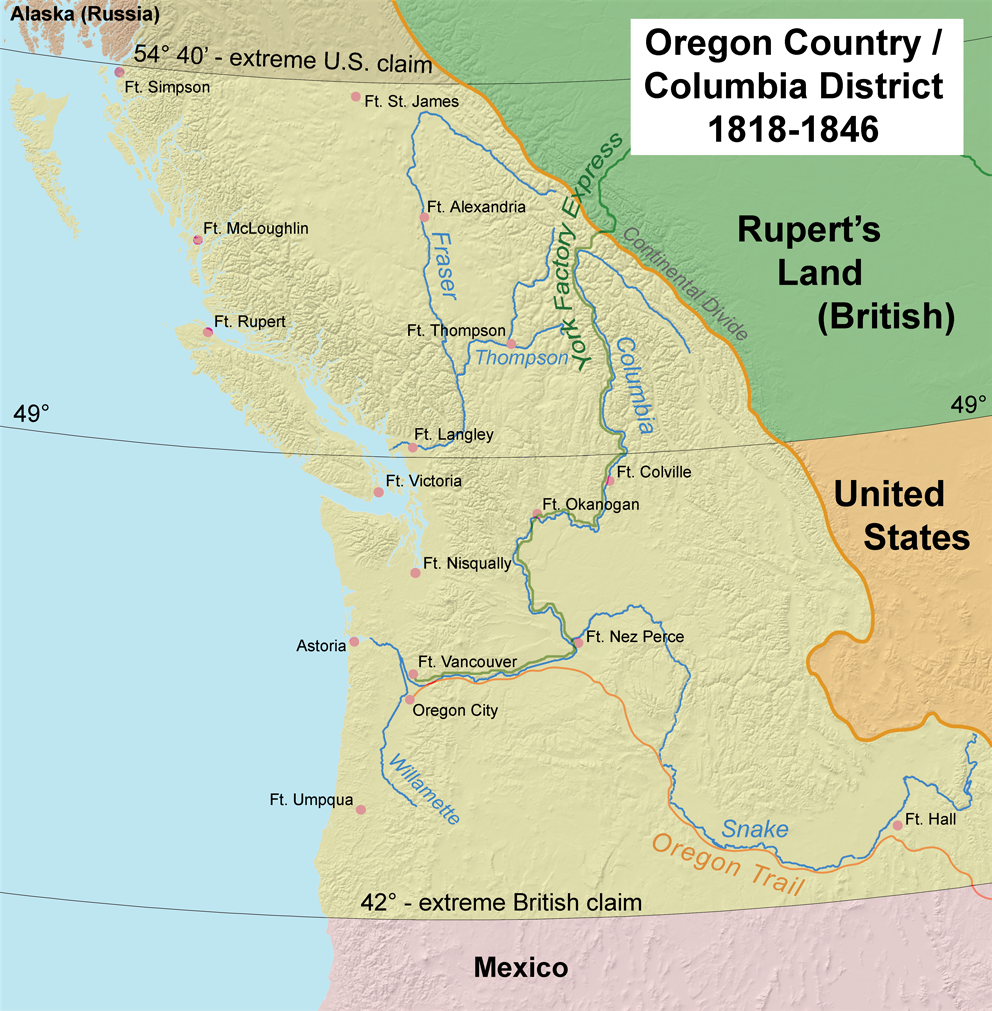
El País d'Oregon com el reclamaven els Estats Units. El Districte de Colúmbia s'estenia molt més al nord.

La regió és servida per diverses organitzacions de cooperació i organismes interestatals o internacionals, sobretot des de l'any 2008 amb la signatura de la Pacific Coast Collaborative que posa nou èmfasi en les polítiques coordinades bio-regionals sobre gestió de medi ambient, forestal i pesca, administració de desastres i infraestructura crítica, tren d'alta velocitat regional i transport per carretera, així com el turisme.
En algunes definicions, Cascadia té suficient energia, a causa de l'alta propensió dels recursos energètics renovables (majoritàriament d'energia hidroelèctrica i geotèrmica) i proveeix electricitat a molts altres estats de l'oest com Califòrnia i Idaho .
L'àrea de Vancouver BC fins Portland ha estat considerada com a megaregió emergent pel Comitè nacional dels Estats Units 2050, una coalició de planificadors regionals, acadèmics i responsables polítics. Aquest grup defineix un megaregió com una àrea en la qual "les fronteres [entre les regions metropolitanes] comencen a desdibuixar-se, creant una nova escala de geografia". Aquestes àrees han entrellaçat sistemes econòmics, recursos naturals i ecosistemes, i sistemes de transport comuns enllacen aquests centres de població. Aquesta àrea conté el 17% de la massa terrestre cascadiana, i més del 80% de la població cascadiana. Programes com el programa millorat de llicència de conduir es poden utilitzar per travessar més fàcilment la frontera entre Washington i Columbia Britànica.

### Suport públic a la secessió
Un estudi d'investigació del Western Standard en 2005 va trobar que el suport a l'exploració de la secessió del Canadà era d'un 35,7% a la Colúmbia Britànica, i del 42% a Alberta. Tot i que és difícil de mesurar el suport específicament a Washington i Oregon, pel fet que no s'han realitzat investigacions per aquests estats, una enquesta nacional de Zogby International el 2008 va trobar que el 22% dels estatunidencs donen suport al dret d'una regió o estat a la secessió pacífica dels Estats Units, la taxa més alta des de la Guerra Civil Estatunidenca. Tanmateix cap d'aquests estudis són específicament sobre la formació d'una Cascàdia independent. El moviment va veure molta discussió en la dècada de 1990, i mentre que l'augment en seguretat i el nacionalisme estatunidenc després de 9/11 ha fet retrocedir l'impuls del moviment durant algun temps, el concepte ha seguit cada vegada més arrelat a la societat i la consciència pública.

## Activisme secessionista
En general els moviments secessionistes cascadians afirmen que les seves motivacions polítiques fomenten sobretot els llaços polítics, econòmics, culturals i ecològics, així com les creences que els governs federals estan fora de contacte, lents en respondre, i obstaculitzen els intents estatals i provincials d'una major integració bioregional. Aquestes connexions es remunten al territori d'Oregon, i més enrere al país d'Oregon la terra més comunament associat amb Cascàdia, i l'última vegada que la regió va ser tractada com una sola unitat política, encara que administrada per dos estats. Alguns han afirmat que la protesta política arran de les eleccions presidencials dels Estats Units de 2004 sembla la raó principal per als moviments separatistes renovats al llarg dels estats amb substancial majoria demòcrata, com Washington i Oregon.
El 9 de setembre de 2001 va aparèixer la pàgina web del Partit Nacional Cascadià a Angelfire, amb l'objectiu de llançar un partit polític dedicat a la independència d'Oregon, Washington i Columbia Britànica, però va fallar ràpidament.
Actiu des de 2006, el grup més gran de la promoció de la idea de Cascàdia és CascadiaNow! amb més de 9.000 lectors en el Cascadia subreddit, 10.839 a facebook, 3.443 a twitter, i dotzenes de membres que treballen activament dins de capítols en tot el Nord-oest. Com a organització social sense ànim de lucre, CascadiaNow! no dona suport activament la secessió o qualsevol forma d'organització política, sinó que se centra en Cascàdia com a moviment social i cultural positiu, ambdós inclosos. El seu objectiu és crear consciència sobre Cascàdia, ajudar a fer un impacte positiu en el nord-oest del Pacífic, i construir una comunitat bio-regional vibrant i inclusiu. L'organització ha estat presentat a The New York Times, Seattle Times, Crosscut Magazine, The Oregonian, The Portland Monthly i Time Magazine.
Un dels pocs grups actius que demanaven la independència és el Cascadian Independence Party (CIP).Actiu des de 2013, la majoria de l'organització es realitza a través de plataformes en línia com Facebook, Reddit, i Twitter, que abasta un model d'organització horitzontal no tradicional.
Altres grups de discussió sobre el concepte de Cascadia, com ara Sightline Institute, Crosscut.com, i Cascadia Prospectus, veuen el concepte com a part d'una identitat cooperativa transnacional, no la secessió. Fins i tot altres, com República de Cascàdia, són expressions capritxoses de protesta política.

## Crítiques
Els crítics argumenten que la independència de Cascàdia és poc probable a causa del nacionalisme estatunidenc, del nacionalisme canadenc, i l'estabilitat dels Estats Units i del Canadà.
Els crítics assenyalen que la Guerra Civil estatunidenca va mostrar que els estats no tenien cap dret ni el poder per sortir dels Estats Units i, per tant, tots els estats presents sempre seran part dels EUA. A causa d'això, els defensors de la independència Cascadian enfoquen en la construcció de la identitat i la consciència regional, posant en relleu les característiques socials, econòmiques, ambientals i culturals diferents que fan Cascàdia única. A causa del context històric de la secessió dins dels Estats Units, i que un sentiment general anti-militarista encarnada el moviment, els organitzadors preveuen un procés democràtic pacífic cap a la independència a través de la utilització de vot popular o referèndum pel poble. Per contra, la Clarity Act aclareix que les províncies canadenques poden sortir de la confederació canadenca si es compleixen certes condicions. No obstant això, no hi ha cap moviment significatiu promovent la secessió.
Un altre punt de controvèrsia dins del moviment de Cascàdia és la diferència ideològica entre la part occidental, sovint considerada liberal progressista, i l'oriental de les Cascades i Muntanyes Costaneres, que tendeix a tenir punts de vista més en línia amb el conservadorisme llibertari. Com Cascadia incorpora molts principis verds seria difícil obtenir el consentiment local per a la inclusió de l'est d'Oregon, l'est de Washington i la Colúmbia Britànica Interior. La inclusió en contra de la voluntat popular posaria en perill els valors socials emfatitzats pels partidaris del moviment, llevat que la política en aquestes regions canviï. Altres idees cascadianes com un govern descentralitzat, una major transparència, i la representació local poden trobar més suport, i les dades dels sondeigs suggereixen que hi ha valors culturals diferents dins el nord-oest del Pacífic que es troben normalment a banda i banda de les muntanyes Cascade.

## Cultura popular
- La Doug flag que mostra un arbre d'avet de Douglas sembla l'indicador més comunament adoptat del moviment cascadià.[36] Fou dissenyada en 1994 per l'activista independentista cascadià nadiu de Portland (Oregon) Alexander Baretich,[37] el seu blau representa el cel i l'Oceà Pacífic, el blanc els núvols i la neu, i el verd representa la forest.[38] Pel 2010 la "Doug" també havia estat adoptada pels Portland Timbers Timbers Army, a vegades en gran talla.[39] En 2010 la Hopworks Urban Brewery de Portland va introduir la Secession Black IPA amb la bandera Doug flag com a part de l'etiqueta.[40] Des d'aleshores Hopworks hadeclinat l'expressió "Black India Pale Ale" a favor de la denominació més etimològicament correcta Secession Cascadian Dark Ale.[41]
- El programa de la PBS Public Matters situa el seu qüestionament en l'"hipotètic estat de Cascàdia".[42]
- El documental Occupied Cascadia se centra en bioregionalisme i l'ecologisme, i explora els conceptes de descolonització, i el creixement del moviment d'independència de Cascàdia.[43]
- La Convenció de la Ciència Ficció Estatunidenca de 2005 (o NASFiC), Cascadia Con, s'autopresentà com a Convenció Cascadiana, usant material del web de la República de Cascàdia, i altres font.[44]
- La Fish Brewing Company d'Olympia (Washington), posa "fabricades a la República de Cascàdia" en les seves cerveses orgàniques.[45] La Phillips Brewing Company de Victoria (Colúmbia Britànica), posa "Orgullosament Cascadians" amb la bandera Doug flag als seus productes, i la seva etiqueta de pilsner 'Rifflandabrau' de 2012 consistia en una bandera Doug.
- En gener de 2011 la revista Time va incloure Cascàdia en el número 8 d'una llista de "Top 10 Nacions Aspirants", encara que assenyalant que "té poques possibilitats d'arribar a ser una realitat".[46]
- El diari Cascadia Weekly editat a Bellingham (Washington) informa "From the Heart of Cascadia" i circula en paper als comtats de Whatcom i Skagit.[47]
- En 2016 el videojoc Mirror's Edge Catalyst està situat a Cascàdia en un futur no gaire llunyà.